# Giacomo Rimini

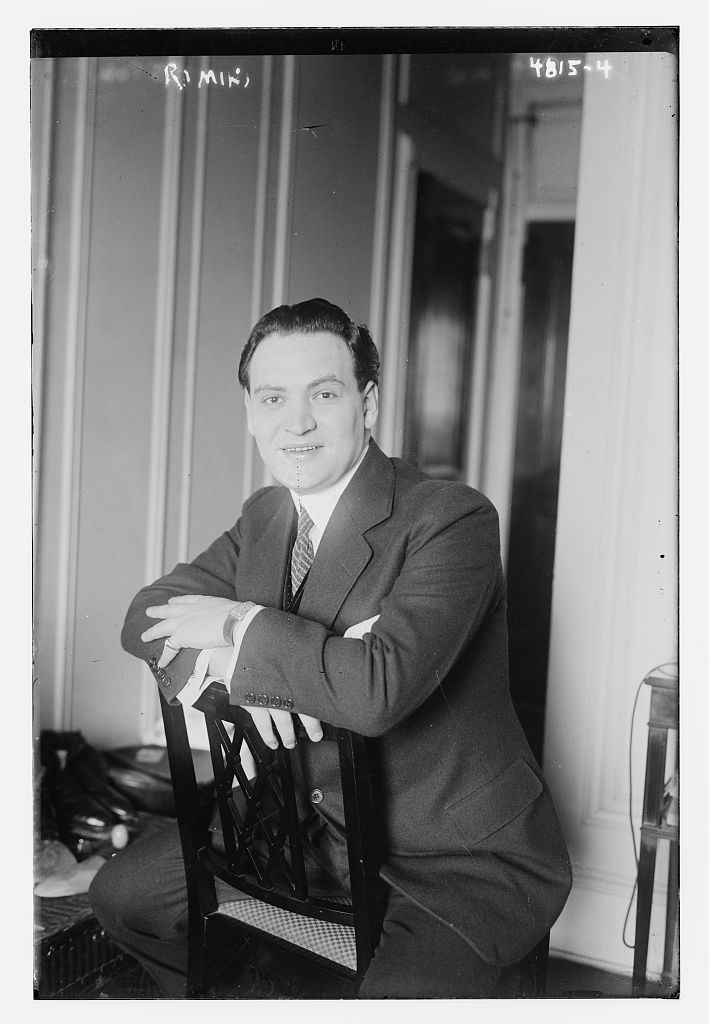
Giacomo Rimini

Giacomo Rimini (* 22. März 1887 in Verona; † 6. März 1952 in Chicago) war ein US-amerikanischer Opernsänger (Bariton) und Gesangspädagoge italienischer Herkunft.
Rimini studierte in Verona Gesang bei Amelia Conti-Feroni. Er debütierte 1910 am Stadttheater von Desenzano als Albert in Jules Massenets Werther und trat danach an verschiedenen italienischen Opernhäusern auf, so am Teatro Regio di Torino (1914), am Teatro Massimo in Palermo  und am Teatro Costanzi in Rom. Arturo Toscanini engagierte ihn 1915 für die Titelrolle in einer Aufführung von Giuseppe Verdis Falstaff am Teatro Dal Verme in Mailand; diese Aufführung wurde im gleichen Jahr an der Mailänder Scala vor König Viktor Emanuel III. wiederholt.
Um diese Zeit lernte er die polnische Sängerin Rosa Raisa kennen, die er später heiratete. Mit ihr unternahm er 1916 eine Tournee nach Südamerika, wo sie gemeinsam am Teatro Colón von Buenos Aires in Verdis La battaglia di Legnano auftraten. 1916 erhielten beide ein Engagement an der Oper von Chicago, wo Rimini bis zum Ende seiner Laufbahn blieb. Er sang dort u. a. 1917 in der amerikanischen Premiere von Pietro Mascagnis Isabeau den Raimondo und trat 1919 in der amerikanischen Erstaufführung von Alfredo Catalanis Oper Loreley auf. Daneben gastierte er auch erneut am Teatro Colón (1924) und bei den Festspielen in der Sommeroper von Ravinia.
Regelmäßig reisten Rimini und seine Frau nach Italien, wo sie ein Haus in Verona besaßen. Dort gastierte er u. a. 1923 und 1933 bei den Festspielen von Verona, sang 1926 in der Uraufführung von Giacomo Puccinis Turandot an der Mailänder Scala die Partie des Ping (neben Rosa Raisa in der Titelrolle) und trat 1932 an der Mailänder Scala als Don Pasquale und als Gianni Schicchi auf. Weitere Gastspiele führten ihn an die Covent Garden Opera nach London und an die Städtische Oper Berlin (1933), das Teatro Carlo Felice in Genua, das Teatro Donizetti in Bergamo, das Teatro Giuseppe Verdi in Triest (1934, als Don Giovanni), das Teatro Regio di Parma (1936) und die Opernhäuser von Budapest, Montevideo, Buenos Aires, Rio de Janeiro, São Paulo und Rosario.
In seinem Abschiedsauftritt  sang er in Chicago 1937 den Plumkett in Friedrich von Flotows Martha zusammen mit Edith Mason und Tito Schipa. Danach gründete er mit seiner Frau eine Gesangsschule, die dreißig Jahre bestand.